# Izeds
Les Izeds sont des génies bienfaisants dans la religion de Zoroastre. Ils sont opposés aux Devs ou génies du mal. Ils ont été créés par Ormuzd et sont au nombre de 28. Ils viennent immédiatement après les sept Amchaspands, auxquels ils servent de ministres.